# پزشکان (فیلم ۱۹۳۴)
پزشکان (انگلیسی: Men in White) فیلمی سیاه و سفید در سبک درام و رمانتیک به کارگردانی «ریشارد بولسلاوسکی» است که در سال ۱۹۳۴ منتشر شد. این فیلم به دلیل مطرح کردن مضامینی چون عشق نامشروع و سقط جنین، بارها سانسور گردید.

## خلاصه داستان
«دکتر جورج فرگوسن» (با بازی کلارک گیبل)، پزشکی جوان است که آن چنان به اخلاق و وجدان شغلی‌اش پایبند است که رسیدگی به بیماران را، در صدر همهٔ امور خود قرار داده‌است. این موضوع برای نامزدش «لورا» (با بازی میرنا لوی) (که از طبقات بالای جامعه است) قابل درک نیست و نمی‌تواند بپذیرد که ویزیت یک بیمار، برای او مهم‌تر از شرکت در یک مهمانی شبانه است. در این میان، دکتر فرگوسن با پرستار زیبایی به نام «باربارا» (با بازی الیزابت دنهام) آشنا می‌شود که همچون خودش، به اخلاق پزشکی پایبند است و بیماران را همواره در اولویت کارهایش قرار می‌دهد و …

## بازیگران
- کلارک گیبل
- میرنا لوی
- سی هاردینگ گوردون
- هنری بی. والتهال
- ماری مک‌لارن
- اوتوی کروگر
- ساموئل اس هیندز
- برتون چرچیل
- ایزابل کیث
- والیس کلارک
- هری سی. بردلی